# 人猿星球 (小说)
《人猿星球》（法語：La Planète des singes），1963年出版的一部法语科幻小说，作者是彼埃尔·布勒。它曾以《Monkey Planet》之名在英国出版。后来再版时，为与「人猿星球」的電影發行一致，改名为《Planet of the Apes》。海洋出版社1982年曾以《猿猴世界》之名出版过该书的中文简体版。

## 中文译本
| 出版时间 | 出版社         | 书名         | 翻译   | 书号                   | 字体     | 开本 | 页数 | 备注 |
| -------- | -------------- | ------------ | ------ | ---------------------- | -------- | ---- | ---- | ---- |
| 1982年   | 海洋出版社     | 《猿猴世界》 | 仲晓   | 统一书号：10193-0100   | 中文简体 | 32开 | 169  |      |
| 1998年   | 中国社会出版社 | 《猿猴世界》 | 季羡林 | ISBN 780088856         | 中文简体 |      | 179  |      |
| 2013年   | 上海译文出版社 | 《人猿星球》 | 孙凯   | ISBN 978-7-5327-5971-2 | 中文简体 |      | 186  |      |

## 衍生作品

### 电影
《人猿星球》（1968年）是一部基于布勒的小说的科幻电影，这部由查尔顿·赫斯顿主演的电影是根据迈克尔·威尔逊和罗德·瑟林改编的剧本，由弗兰克林·斯凡那导演拍摄的。该片获得了巨大的成功，并拍了四部续集。2001年，蒂姆·伯顿再次拍摄了基于该书的电影《人猿星球》（2001年），该片较1968年版更加忠实于原著。2011年，鲁伯特·瓦耶特重新开始拍摄该系列电影，首部《猩球崛起》于2011年8月5日上映。第二部《猩球崛起：黎明之战》于2014年7月11日上映。第三部《猩球崛起3：终极之战》于2017年7月14日上映。第四部《猩球崛起：王國誕生》于2024年5月24日上映。